# 冰見市
冰見市（日语：／ Himi shi */?）是位於日本富山縣西北部的城市。
其轄區位於能登半島根部的東側，東臨富山灣，西側以寶達丘陵與石川縣相隔，南側則以二上丘陵與高岡市相鄰。
主要市區位於上川河口南岸，以漫畫忍者哈特利而聞名的漫畫家藤子不二雄Ⓐ也是出身於冰見市的此區域。

## 人口
| 冰見市人口分布圖 |                                               |  |
| 冰見市與日本全國年齡別人口分布比較圖 （2005年資料） | 冰見市的年齡、男女別人口分布圖 （2005年資料） |  |
| ■紫色是冰見市 ■綠色是全国 | ■藍色是男性 ■紅色是女性                       |  |
| 冰見市人口變化 \| 1970年 \| 60,883人 \| \| \| 1975年 \| 61,789人 \| \| \| 1980年 \| 62,413人 \| \| \| 1985年 \| 62,112人 \| \| \| 1990年 \| 60,766人 \| \| \| 1995年 \| 58,786人 \| \| \| 2000年 \| 56,680人 \| \| \| 2005年 \| 54,495人 \| \| \| 2010年 \| 51,726人 \| \| \| 2015年 \| 47,992人 \| \| \| 2020年 \| 43,950人 \| \| |                                               |  |
| 資料來源：日本總務省統計中心提供之人口普查數據 |                                               |  |
| 1970年 | 60,883人                                      |  |
| 1975年 | 61,789人                                      |  |
| 1980年 | 62,413人                                      |  |
| 1985年 | 62,112人                                      |  |
| 1990年 | 60,766人                                      |  |
| 1995年 | 58,786人                                      |  |
| 2000年 | 56,680人                                      |  |
| 2005年 | 54,495人                                      |  |
| 2010年 | 51,726人                                      |  |
| 2015年 | 47,992人                                      |  |
| 2020年 | 43,950人                                      |  |

## 历史
現在的冰見市轄區過去在令制國時代屬於越中國射水郡，不過此地長期以來就有中郡或冰見郡的別稱，在17世紀初期一度在加賀藩的主導下，於1618年隸屬自射水郡中分出設立的冰見郡，不過冰見郡在1671年又被併回射水郡。
19世紀末明治維新實施廢藩置縣後，最初屬於金澤縣，在1871年的第一次府縣整併後，被劃入新設立的七尾縣，不過在1876年的第二次府縣整併中，又隨著七尾縣被併入由原金澤縣更名而成的石川縣，直到1883年才隸屬新設立的富山縣。
1889年日本實施町村制，設立冰見町，不過現在的冰見市轄區在當時除冰見町外，還包括周邊的宮田村、窪村、佛生寺村、布勢村、神代村、十二町村、加納村、上村、熊無村、速川村、久目村、阿尾村、藪田村、余川村、稻積村、碁石村、八代村、宇波村、女良村的19個行政區劃；1896年這20個町村及太田村自射水郡中分出，隸屬新設立的冰見郡，自1940年代開始冰見町周邊的行政區劃陸續被併入冰見町，冰見町並在1952年升格改制為冰見市，並在1954年前將冰見郡內除太田村外的行政區劃全數併入，成為現在的冰見市。

### 變遷表
| 1889年4月1日 | 1889年 - 1912年 | 1912年 - 1944年          | 1945年 - 1954年         | 1945年 - 1954年           | 1955年 - 1989年 | 1989年 - 現在 | 現在   |
| ------------ | --------------- | ------------------------ | ----------------------- | ------------------------- | --------------- | ------------- | ------ |
| 佛生寺村     | 佛生寺村        | 佛生寺村                 | 佛生寺村                | 1954年4月1日 併入冰見市   | 冰見市          | 冰見市        | 冰見市 |
| 布勢村       |                 |                          |                         | 1954年4月1日 併入冰見市   | 冰見市          | 冰見市        | 冰見市 |
| 神代村       |                 |                          |                         | 1954年4月1日 併入冰見市   | 冰見市          | 冰見市        | 冰見市 |
| 十二町村     |                 |                          |                         | 1954年4月1日 併入冰見市   | 冰見市          | 冰見市        | 冰見市 |
| 宮田村       | 宮田村          | 宮田村                   | 宮田村                  | 1953年11月1日 併入冰見市  | 冰見市          | 冰見市        | 冰見市 |
| 窪村         |                 |                          |                         | 1953年11月1日 併入冰見市  | 冰見市          | 冰見市        | 冰見市 |
| 冰見町       | 冰見町          | 冰見町                   | 冰見町                  | 1952年8月1日 改制為冰見市 | 冰見市          | 冰見市        | 冰見市 |
| 加納村       | 加納村          | 1940年4月1日 併入冰見町  | 冰見町                  | 1952年8月1日 改制為冰見市 | 冰見市          | 冰見市        | 冰見市 |
| 稻積村       | 稻積村          | 1940年10月1日 併入冰見町 | 冰見町                  | 1952年8月1日 改制為冰見市 | 冰見市          | 冰見市        | 冰見市 |
| 余川村       | 余川村          | 余川村                   | 1952年8月1日 併入冰見町 | 1952年8月1日 改制為冰見市 | 冰見市          | 冰見市        | 冰見市 |
| 碁石村       |                 |                          | 1952年8月1日 併入冰見町 | 1952年8月1日 改制為冰見市 | 冰見市          | 冰見市        | 冰見市 |
| 八代村       |                 |                          | 1952年8月1日 併入冰見町 | 1952年8月1日 改制為冰見市 | 冰見市          | 冰見市        | 冰見市 |
| 上村         | 上村            | 上村                     | 上村                    | 1953年12月1日 併入冰見市  | 冰見市          | 冰見市        | 冰見市 |
| 熊無村       |                 |                          |                         | 1953年12月1日 併入冰見市  | 冰見市          | 冰見市        | 冰見市 |
| 速川村       | 速川村          | 速川村                   | 速川村                  | 1954年4月1日 併入冰見市   | 冰見市          | 冰見市        | 冰見市 |
| 久目村       |                 |                          |                         | 1954年4月1日 併入冰見市   | 冰見市          | 冰見市        | 冰見市 |
| 阿尾村       |                 |                          |                         | 1954年4月1日 併入冰見市   | 冰見市          | 冰見市        | 冰見市 |
| 藪田村       |                 |                          |                         | 1954年4月1日 併入冰見市   | 冰見市          | 冰見市        | 冰見市 |
| 宇波村       |                 |                          |                         | 1954年4月1日 併入冰見市   | 冰見市          | 冰見市        | 冰見市 |
| 女良村       |                 |                          |                         | 1954年4月1日 併入冰見市   | 冰見市          | 冰見市        | 冰見市 |

## 交通

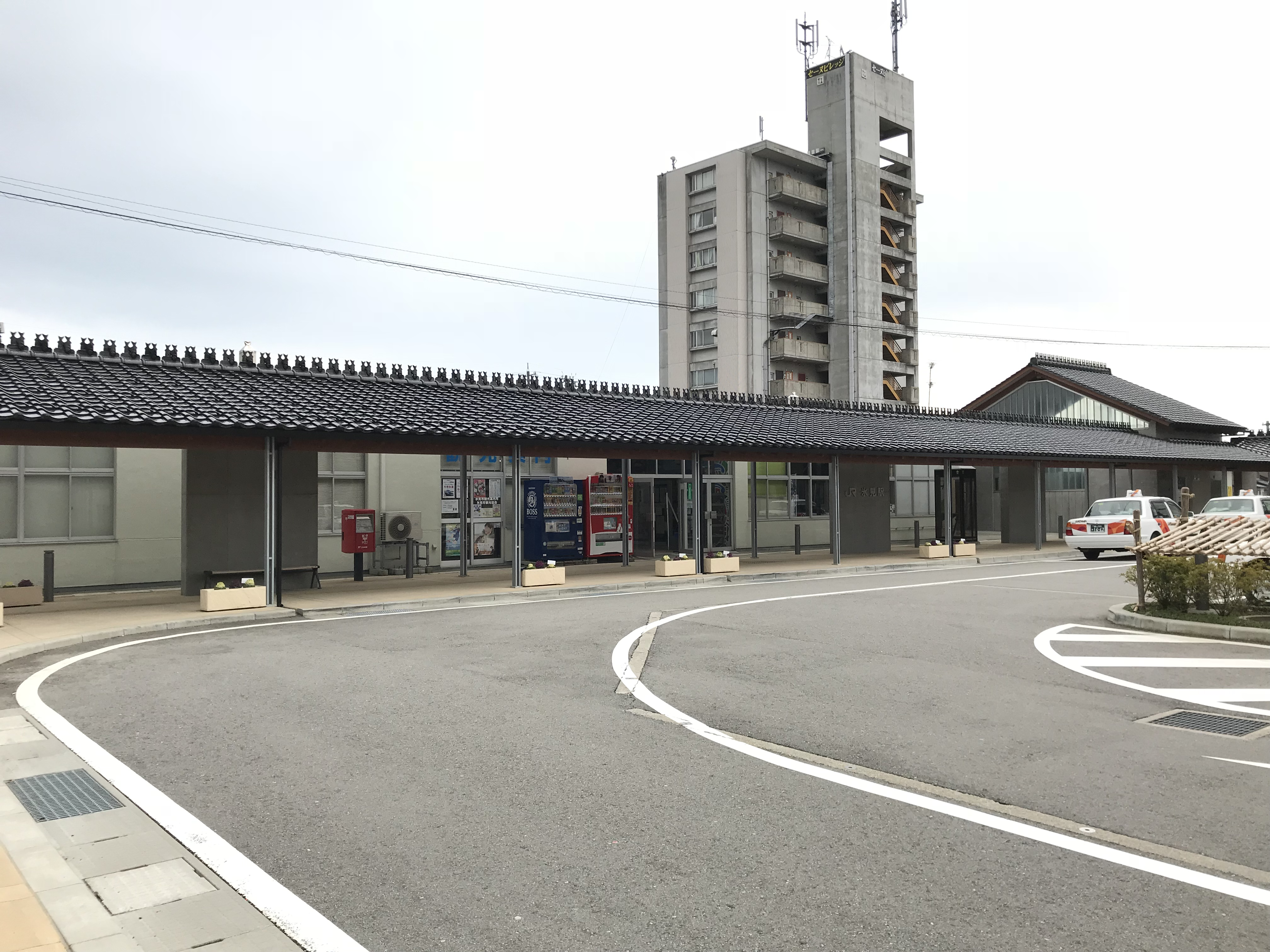
冰見車站

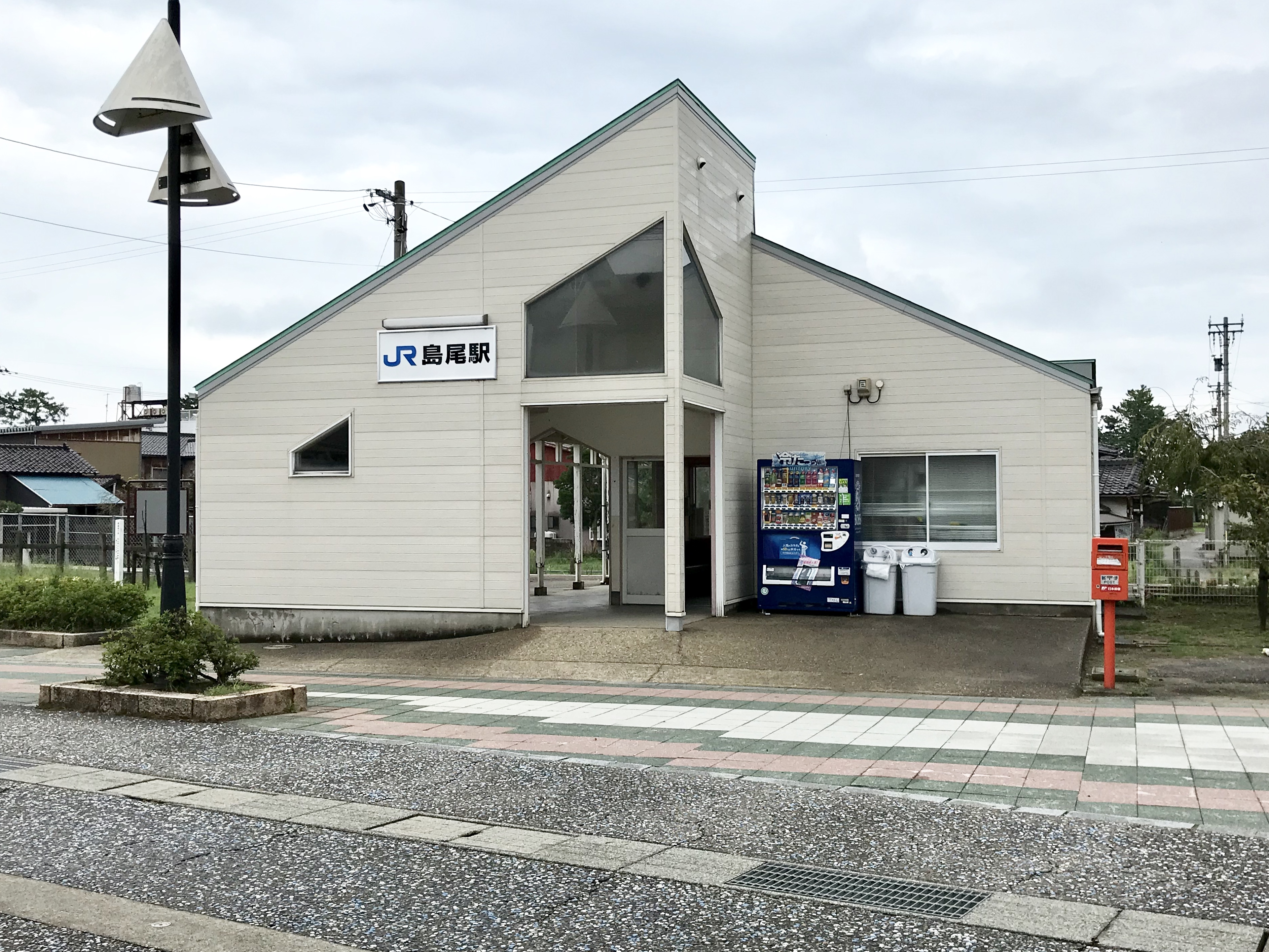
島尾車站

冰見市對外聯絡的交通主要為鐵路冰見線、高速公路能越自動車道及公路國道160號、國道415號；鐵路冰見線的終點站冰見車站也是市內最主要的車站，加越能巴士所經營的客運路線也都會停靠於此，自冰見車站可利用冰見線或是客運至高岡車站或新高岡車站，再轉乘愛之風富山鐵道線或是北陸新幹線往各地。
能越自動車道則是自市區西側的山區中通過，經由能越自動車道往北可經七尾市進入能登半島，往南則可至礪波市轉入北陸自動車道或是東海北陸自動車道。

### 鐵路
- 西日本旅客鐵道
  - 冰見線：（高岡市） - 島尾車站 - 冰見車站

### 公路
高速公路
- 能越自動車道：（高岡市） - 冰見南交流道（日语：氷見南インターチェンジ） - 冰見交流道 - 冰見北交流道 - 能越縣境休息區（日语：能越県境パーキングエリア） - （七尾市）

## 觀光資源
冰見以可以在沿海區域看見富山灣對面海拔高度超過3,000公尺的立山連峰之景色而聞名，因此沿海許多區域已被劃入能登半島國定公園。
位於冰見市區東南側的冰見市海濱植物園則是以海岸植物為主題的植物園，除了利用當地海岸栽種海岸植物外，也利用溫室栽種熱帶及亞熱帶海岸植物。
由於位於富山灣旁，冰見漁港也為冰見提供的大量新鮮的海產，冰見當地也發展出冰見烏龍麵、冰見鰤魚、冰見寒鰤、冰見牛、冰見沙丁魚、冰見咖哩等多種特色料理，位於漁港附近的道之站冰見旁也以漁民的工作小屋「番屋」為意象設立了「冰見番屋街」，為觀光客提供以冰見當地特產所製作的各種特色料理。
此外由於冰見是漫畫家藤子不二雄Ⓐ的故鄉，其作品忍者哈特利也因此成為冰見發展觀光的特色，市區內除了設有以藤子不二雄Ⓐ為主題的冰見市潮風畫廊展出藤子不二雄Ⓐ的相關資料及作品，在市區街道中也隨處可見忍者哈特利中的人物圖像。

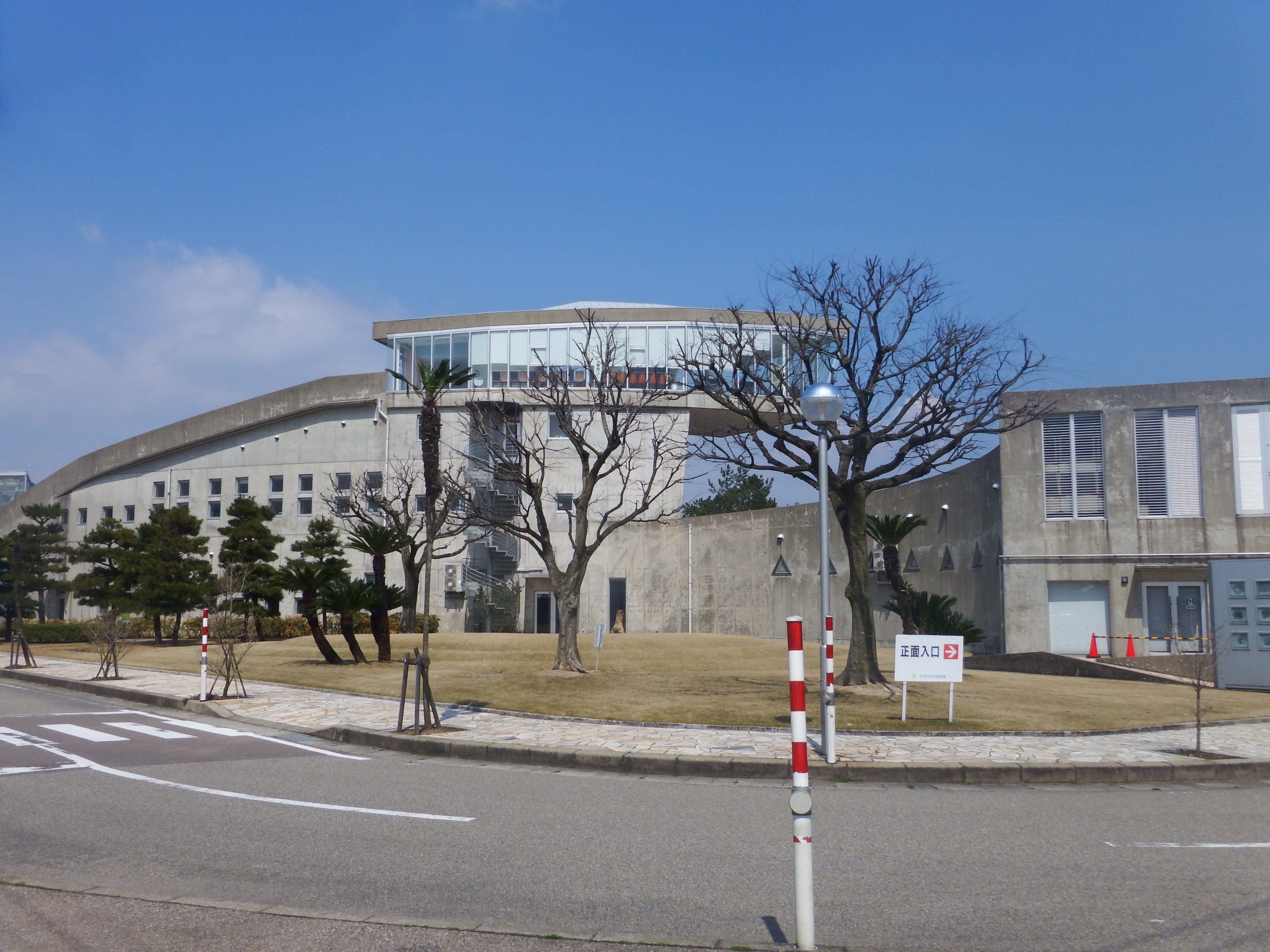
冰見市海濱植物園
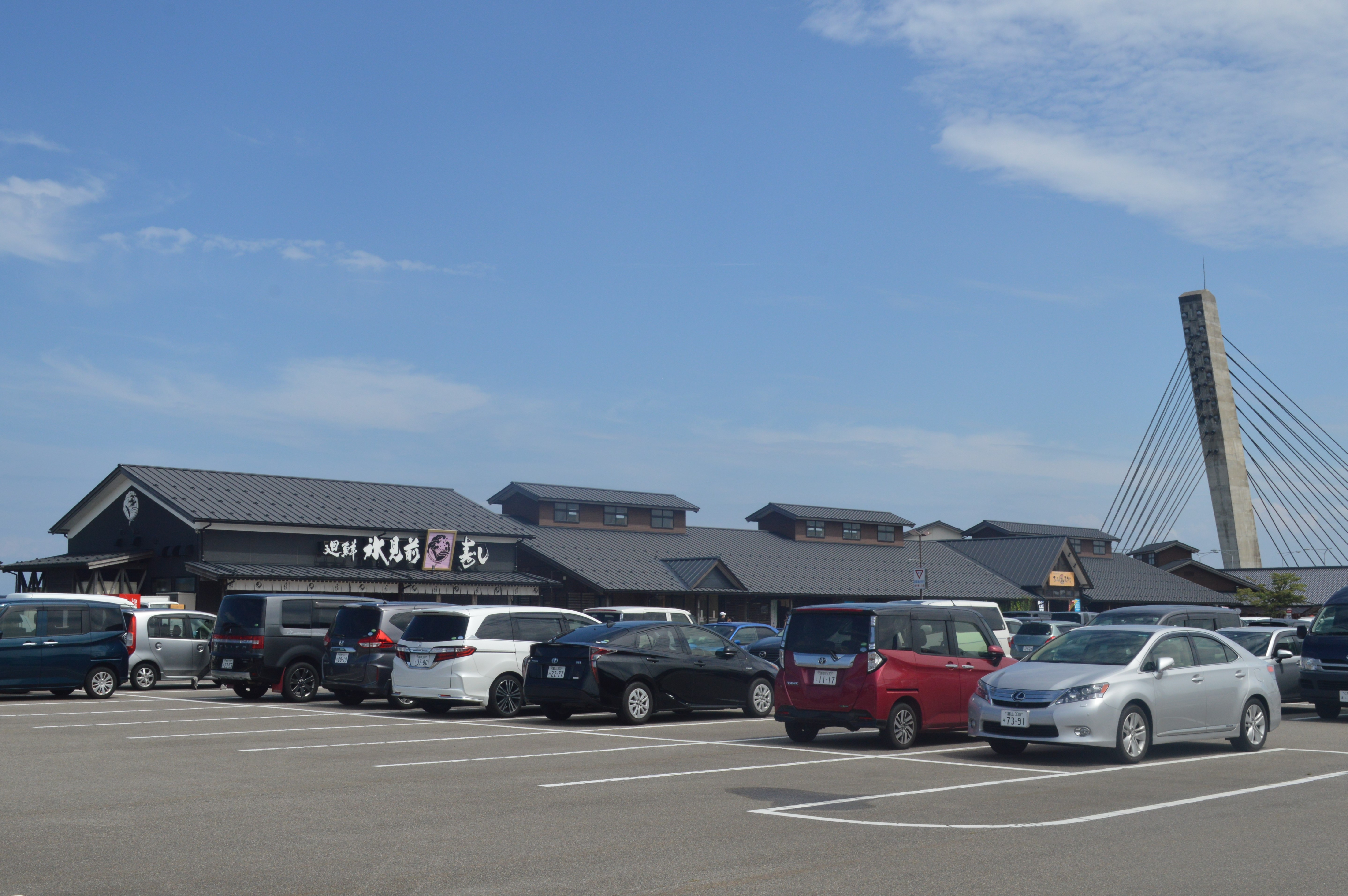
道之站冰見及冰見番屋街
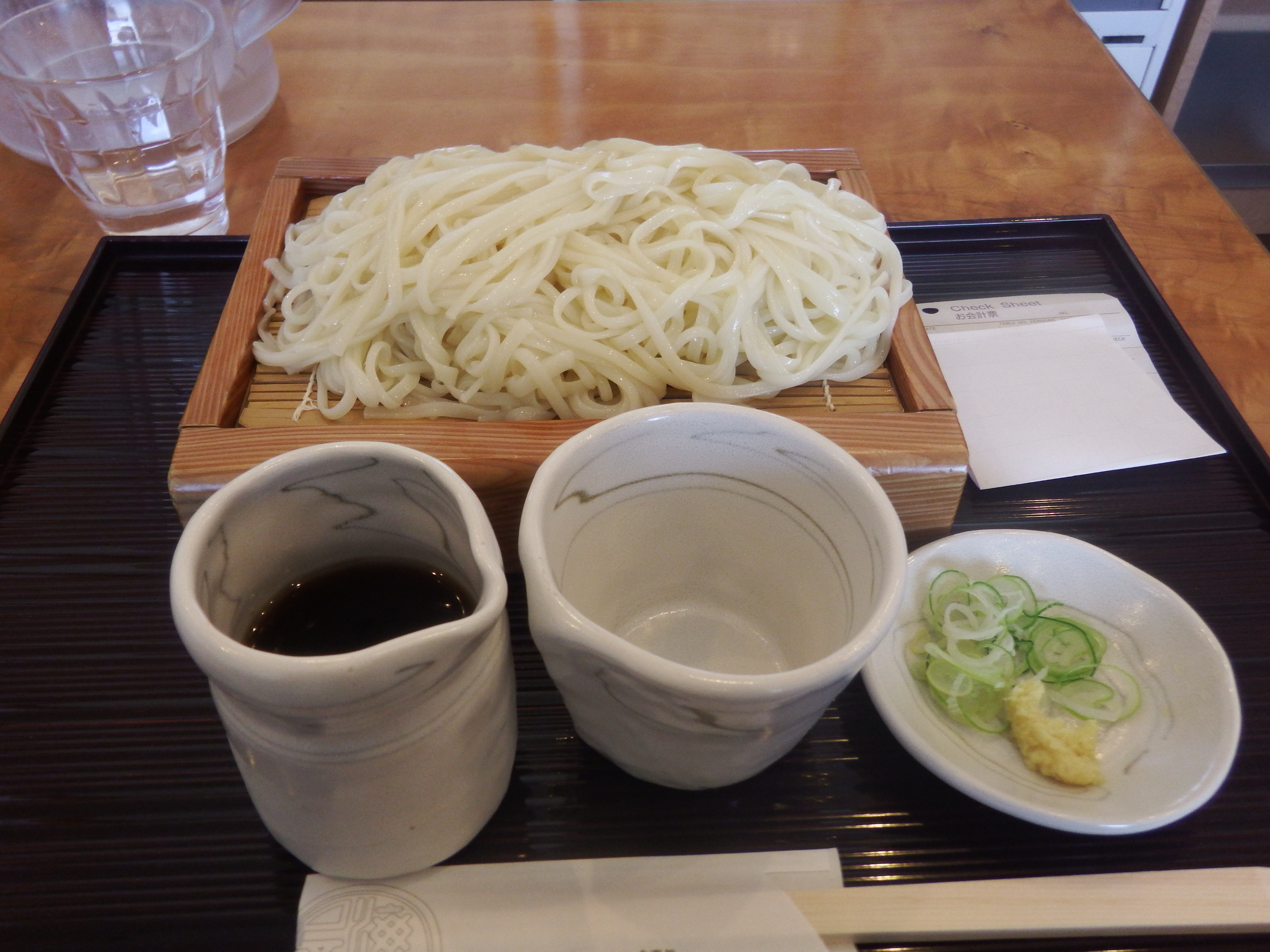
冰見烏龍麵
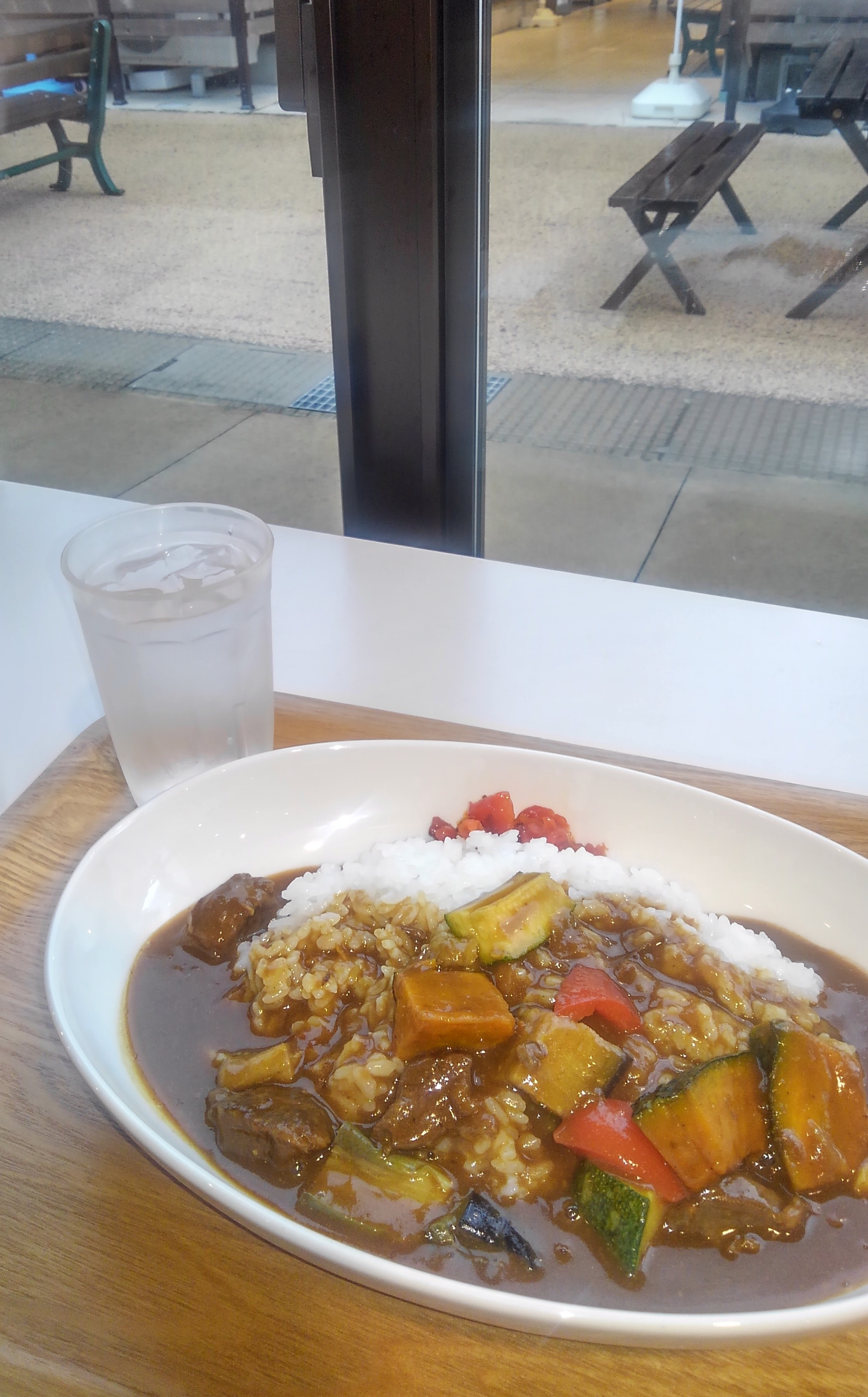
冰見咖哩

## 姊妹、友好城市

### 日本
- 大町市（長野縣）
兩地於1972年締結為為姊妹城市。[15]
- 关市（岐阜縣）
兩地於1999年締結為姊妹城市。[15]
- 島田市（静岡縣）
冰見市最初於1987年與金谷町（日语：金谷町）締結為姊妹城市，金谷町於2005年合併為島田市後，島田市繼續與冰見市締結為姊妹城市。[15]

### 海外
- 宁海县（中國浙江省宁波市）
兩地於2020年簽訂友好交流協定。[16]
- 鼓山區（台灣高雄市）
由於過去出身自冰見的企業家淺野總一郎於1910年代在高雄設立了台灣首座大型水泥工廠－淺野水泥株式會社高雄工廠，兩地在此機緣下於2020年簽訂友好交流協定。[17][18]

## 外部連結
- （日語） 冰見市政府的Facebook專頁
- （日語） 冰見市的Instagram帳戶
- （日語） 冰見市觀光入口網站 （页面存档备份，存于）